# 洞富雄
洞 富雄（ほら とみお、1906年〈明治39年〉11月14日 - 2000年〈平成12年〉3月15日）は、日本の歴史学者。専攻は日本史。学位は、文学博士（早稲田大学・論文博士・1960年）（学位論文『鉄砲伝来とその影響』）。元早稲田大学文学部教授。

## 来歴
長野県東筑摩郡本城村（現筑北村）生まれ。旧制松本中学、第一早稲田高等学院を経て早稲田大学文学部に進学した。大学在学中には、西村真次の薫陶を受けたという。
1931年3月に同大学（史学科国史専攻）を卒業し、早稲田大学図書館の書記となり、職務に励む傍ら、研究にも力を注いだ。1937年からは同大学の講師を兼任するようになった。1957年に同大学の専任の助教授となり、1960年には『鉄砲伝来とその影響』を主論文として同大学から文学博士の学位を取得した。同年、早稲田大学図書館の副館長を経て、1966年に同大学の教授に就任し、1977年3月に定年退職した。退職後も精力的に論文を発表するなどしたが、2000年3月に心不全のため、死去。

## 業績
- 日本の歴史学者として最初に南京事件の研究をすすめ、その数を20万人以上とする立場を取る。『近代戦史の謎』（人物往来社、1967年）の「南京アトロシティー」の章に大幅に加筆して単行本としてまとめたのが『南京事件』（新人物往来社、1972年）であり、これは日本において南京事件について書かれた最初の歴史書である。また、同書を執筆するために調査・収集した資料を『日中戦争史資料8 南京事件I』『日中戦争史資料9 南京事件II』（河出書房新社、1973年）として出版した。両書は後に『日中戦争南京大残虐事件資料集 第1巻 極東国際軍事裁判関係資料編』『日中戦争南京大残虐事件資料集 第2巻 英文資料編』（青木書店、1985年）として再版されており、南京事件研究の基本資料集として利用されている。
- 『間宮林蔵』など近世北方史に関する著作も多い。

## 著書

### 単著
- 『鉄砲伝来記』白揚社〈日本歴史文庫〉、1939年10月。 NCID BN14860884。全国書誌番号:46069609。
- 『樺太史研究 唐太と山丹』新樹社、1956年3月。 NCID BN05815244。全国書誌番号:56015443。
- 『日本母権制社会の成立』淡路書房、1957年3月。 NCID BN01424722。全国書誌番号:57004107。
  - 『日本母権制社会の成立』（新版）早大生協出版部、1959年8月。 NCID BN12679805。
  - 『日本母権制社会の成立』（訂正増補版）クレス出版〈「家族・婚姻」研究文献選集 戦後篇 19〉、1991年2月。ISBN 9784906330324。 NCID BN05947959。全国書誌番号:91052060。
- 『種子島銃 伝来とその影響』淡路書房新社、1958年4月。 NCID BN13174338。全国書誌番号:58006511。
  - 『種子島銃 伝来とその影響』（増補版）淡路書房新社、1959年5月。 NCID BA30630125。全国書誌番号:61004740。
- 『間宮林蔵』吉川弘文館〈人物叢書 44〉、1960年4月。 NCID BN01888188。全国書誌番号:60008176。
  - 『間宮林蔵』（新装版）吉川弘文館〈人物叢書 44〉、1986年12月。ISBN 9784642050616。 NCID BN01782063。全国書誌番号:87008489。
- 『庶民家族の歴史像』校倉書房、1966年2月。 NCID BN02676662。全国書誌番号:66002507。
- 『近代戦史の謎』人物往来社、1967年10月。 NCID BN1300559X。全国書誌番号:67009539。
- 『南京事件』新人物往来社、1972年4月。 NCID BN01982506。全国書誌番号:73005014。
  - 『南京事件』（決定版）現代史出版会、1982年12月。ISBN 9784198126490。 NCID BN09960223。全国書誌番号:83015103。
- 『朝鮮戦争』新人物往来社、1973年3月。 NCID BN02477961。全国書誌番号:73008547。
- 『北方領土の歴史と将来』新樹社、1973年5月。 NCID BN01656116。全国書誌番号:73005881。
- 『南京大虐殺 「まぼろし」化工作批判』現代史出版会、1975年8月。 NCID BN02434288。全国書誌番号:73016286。
- 『幕末維新期の外圧と抵抗』校倉書房〈歴史科学叢書〉、1977年3月。 NCID BN01458338。全国書誌番号:77011972。
- 『天皇不親政の起源』校倉書房〈校倉歴史選書〉、1979年5月。 NCID BN00397894。全国書誌番号:79020621。
- 『南京大虐殺の証明』朝日新聞社、1986年3月。ISBN 9784022554512。 NCID BN00591627。全国書誌番号:86028144。
- 『鉄砲 伝来とその影響』思文閣出版、1991年7月。ISBN 9784784206575。 NCID BN0679619X。全国書誌番号:93034595。
- 『幕末維新の異文化交流 外圧をよみとく』有隣堂、1995年2月。ISBN 9784896601251。 NCID BN1230399X。全国書誌番号:95035166。

### 編集
- 『初期日本関係米英両国議会資料』雄松堂フィルム出版、1963年。 NCID BN0482645X。全国書誌番号:81048581。
- 『南京事件』 1巻、河出書房新社〈日中戦争史資料 8〉、1973年11月。 NCID BN01163902。全国書誌番号:72013111。
- 『南京事件』 2巻、河出書房新社〈日中戦争史資料 9〉、1973年11月。 NCID BN01163902。全国書誌番号:73022234。
- 『論集・パレオ騎馬民族説』大和書房〈日本古代文化叢書〉、1976年6月。 NCID BN06717943。全国書誌番号:73012625。
- 『日本関係米英議会資料・解説・索引・目録』雄松堂書店、1977年3月。 NCID BA36290085。全国書誌番号:77014350。
- 『日中戦争南京大残虐事件資料集』 全2巻、青木書店、1985年11月。ISBN 9784250850370。 NCID BN00150177。全国書誌番号:86012662。

### 共編
- 滝沢馬琴 著、暉峻康隆・洞富雄・木村三四吾・柴田光彦 編『馬琴日記』 1巻、中央公論社、1973年5月。 NCID BN04024447。全国書誌番号:75018738。
- 滝沢馬琴 著、暉峻康隆・洞富雄・木村三四吾・柴田光彦 編『馬琴日記』 2巻、中央公論社、1973年7月。 NCID BN04024447。全国書誌番号:75018739。
- 滝沢馬琴 著、暉峻康隆・洞富雄・木村三四吾・柴田光彦 編『馬琴日記』 3巻、中央公論社、1973年9月。 NCID BN04024447。全国書誌番号:75026935。
- 滝沢馬琴 著、暉峻康隆・洞富雄・木村三四吾・柴田光彦 編『馬琴日記』 4巻、中央公論社、1973年11月。 NCID BN04024447。全国書誌番号:75018740。
- 洞富雄・藤原彰・本多勝一 編『南京大虐殺の現場へ』朝日新聞社、1988年12月。ISBN 9784022559623。 NCID BN03150311。全国書誌番号:89015153。

### 翻訳
- サミュエル・ウェルズ・ウィリアムズ『ペリー日本遠征随行記』雄松堂書店〈新異国叢書 8〉、1970年7月。 NCID BN00794792。全国書誌番号:73005350。
  - サミュエル・ウェルズ・ウィリアムズ『ペリー日本遠征随行記』雄松堂書店〈新異国叢書 8〉、1978年10月。全国書誌番号:79028501。
  - サミュエル・ウェルズ・ウィリアムズ『ペリー日本遠征随行記』講談社〈講談社学術文庫 725〉、2022年7月。ISBN 9784065283974。 NCID BC15763569。全国書誌番号:23719864。

### 編注
- 間宮林蔵 著、村上貞助 編『東韃地方紀行他』洞富雄・谷沢尚一編注、平凡社〈東洋文庫 484〉、1988年5月。ISBN 9784582804843。 NCID BN02146895。全国書誌番号:88044878。